# Joshua Malina
Joshua Malina, född 17 januari 1966 i New York, är en amerikansk skådespelare, film- och TV-producent. Han är mest känd för rollen som Will Bailey i TV-serien Vita huset. Joshua Malina har nominerats till fem större priser, för sina roller i Vita huset och Sports Night. Han är också producent för Celebrity Poker Showdown.

## Filmografi i urval
- 1993 – I skottlinjen
- 1995 – Presidenten och miss Wade
- 1998–2000 – Sports Night (TV-serie)
- 1998 – Bulworth
- 1999 – En blek kopia
- 2000 – How to Marry a Billionaire (TV-film)
- 2002–2006 – Vita huset (TV-serie)
- 2003 – See Jane Date (TV-film)
- 2003 – View from the Top
- 2007–2008 – Big Shots (TV-serie)
- 2009 – Psych, avsnitt Let's Get Hairy (gästroll i TV-serie)
- 2010–2011 – Backwash (TV-serie)
- 2012 – The First Time
- 2012–2018 – Scandal (TV-serie)
- 2013 – Knights of Badassdom